# Землетрясения на Курилах (1963)
Землетрясения на Курилах (1963) — серия землетрясений произошедших 13 октября и 20 октября 1963 года недалеко от Курильских островов.

## Последствия
Землетрясение 13 октября, вызвало 4,5 м волну цунами. На островах Уруп и Итуруп высота волн достигала 4 — 5 м. В Японском море волны цунами были гораздо слабее и зафиксированы в Невельске и Холмске. Цунами наблюдалось также в Канаде, Японии, Мексике, США и на многих островах через северной части Тихого океана.
Землетрясение 20 октября, не вызвало никаких существенных цунами.

## Нанесенный ущерб
Никакого существенного ущерба ни от землетрясения, ни от цунами зафиксировано не было.